# Novoselivka (Consejo de la aldea Borodino)
Novoselivka  (ucraniano: Новоселівка) es un pueblo del Raión de Bolhrad en el Óblast de Odesa de Ucrania. Según el censo de 2001, tiene una población de 155 habitantes.